# Algemeen nut beogende instelling
Ein Algemeen nut beogende Instelling (deutsch etwa: Eine allgemeinen Nutzen beabsichtigende Einrichtung, Kurzform: ANBI) ist eine niederländische Körperschaft mit bestimmten Steuervorteilen und entspricht weitgehend der deutschen gemeinnützigen Körperschaft. Seit 2008 kann auch eine nationale oder ausländische Organisation durch den niederländischen Staat als ANBI (in den Niederlanden meist als anbi geschrieben) deklariert werden. Das hat Vorteil für die jeweilige Organisation, wie auch für den niederländischen Steuerzahler der eine Spende oder eine Schenkung (nach dem niederländischen Bürgergesetzbuch Titel 3, Artikel 175 bis 188) an die Organisation leistet.  Seit 2012 gibt es auch den „culturele anbi“-Status der ebenfalls zunehmend von diesen Regelungen profitiert.

## Definition und Voraussetzungen
- Die Einrichtung muss vollständig auf das Gemeinwohl ausgerichtet sein, dem öffentlichen Interesse dienen und darf nicht gewinnorientiert sein. Dies muss sich unter anderem aus dem satzungsmäßigen Zweck und den beabsichtigten Tätigkeiten ergeben.
- Es gibt eine Grenze für das Eigenkapital, das nicht höher sein darf, als für die Zwecke der Organisation nötig. Auch muss ein angemessenes Verhältnis zwischen Verwaltungskosten und Ausgaben gegeben sein.
- Es darf keine natürliche oder juristische Person frei über das Vermögen der Anstalt verfügen. Sind politische Entscheidungsträger eingebunden, dürfen sie nur eine Aufwandsentschädigung oder Sitzungsgelder erhalten.
- Geld, das nach Schließung der Einrichtung übrig bleibt, wird für eine ANBI oder eine ausländische Einrichtung ausgegeben, die sich zu mindestens 90 % auf das Gemeinwohl konzentriert.
- Es besteht eine öffentliche Auskunftspflicht auf einer eigenen oder gemeinsamen Website, jedoch keine regelmäßige Überwachung der Behörden.[1]
- Jedoch anhand von Informationen und Signalen aus der Steuer- und Zollverwaltung, aber auch aus der Gesellschaft, bewertet die Steuer- und Zollverwaltung ständig neu, bei welchen gemeinnützigen Organisationen Umstände vorliegen, die konkrete Aufsichtsmaßnahmen erfordern oder gar den Entzug des ANBI-Status nach sich ziehen.[2]

Seit 2012 gibt es auch die culturele algemeen nut beogende instelling (culturele anbi). Dabei handelt es sich um eine ANBI, die sich ausschließlich oder fast ausschließlich auf die Kultur konzentriert. Nur bei einem culturele anbi können seine Spender den Multiplikator beim Schenkungsabzug gemäß Artikel 6.39a des niederländischen Einkommensteuergesetzes 2001 und Artikel 16 Absatz 3 des niederländischen Körperschaftssteuergesetzes 1969 in Anspruch nehmen. Darüber hinaus kann das culturele anbi selbst die Ausgabenreserve gemäß Artikel 12 des niederländischen Körperschaftssteuergesetz (VPB) von 1969 nutzen.
In den Niederlanden gibt es eine rasch wachsende Zahl von ANBI, die 2017 bereits 43.000 Organisationen umfasste (2008 waren es 20.000). Rund 546 Mio. EUR (Stichtag 2015), d. h. etwa 2–50 % der von ihnen verteilten Gelder, sind öffentliche Gelder in Form von Steuererleichterungen.